# Desmoxytes purpurosea
Desmoxytes purpurosea, batejat amb el nom comú de drac espinós rosat, una nova espècie de miriàpode de la classe dels diplòpodes, amb una particularitat única; per a defensar-se dels depredadors té unes glàndules que produïxen cianur.
Es creu que la sorprenent coloració rosa és un senyal d'alerta (aposematisme) per als depredadors que hi faran un àpat fatal. Aquesta espècie és part de les més de mil noves espècies que s'han descobert en l'àrea de Mekong (Xina), una de les últimes regions inexplorades per al món científic.